# Pouteria gardneriana
Pouteria gardneriana es un árbol o arbusto de las sapotáceas conocido como aguay, aguaí-guazú, aguaí-saiyú o mata ojos colorado en el Noreste de Argentina. El nombre científico Pouteria suavis es considerado un sinónimo del primero por The Plant List, y fue aplicado originalmente a un árbol del litoral de Argentina y Uruguay (originalmente descripto en Uruguay) conocido como aguaí o aguay  que difiere poco del anterior.

## Descripción

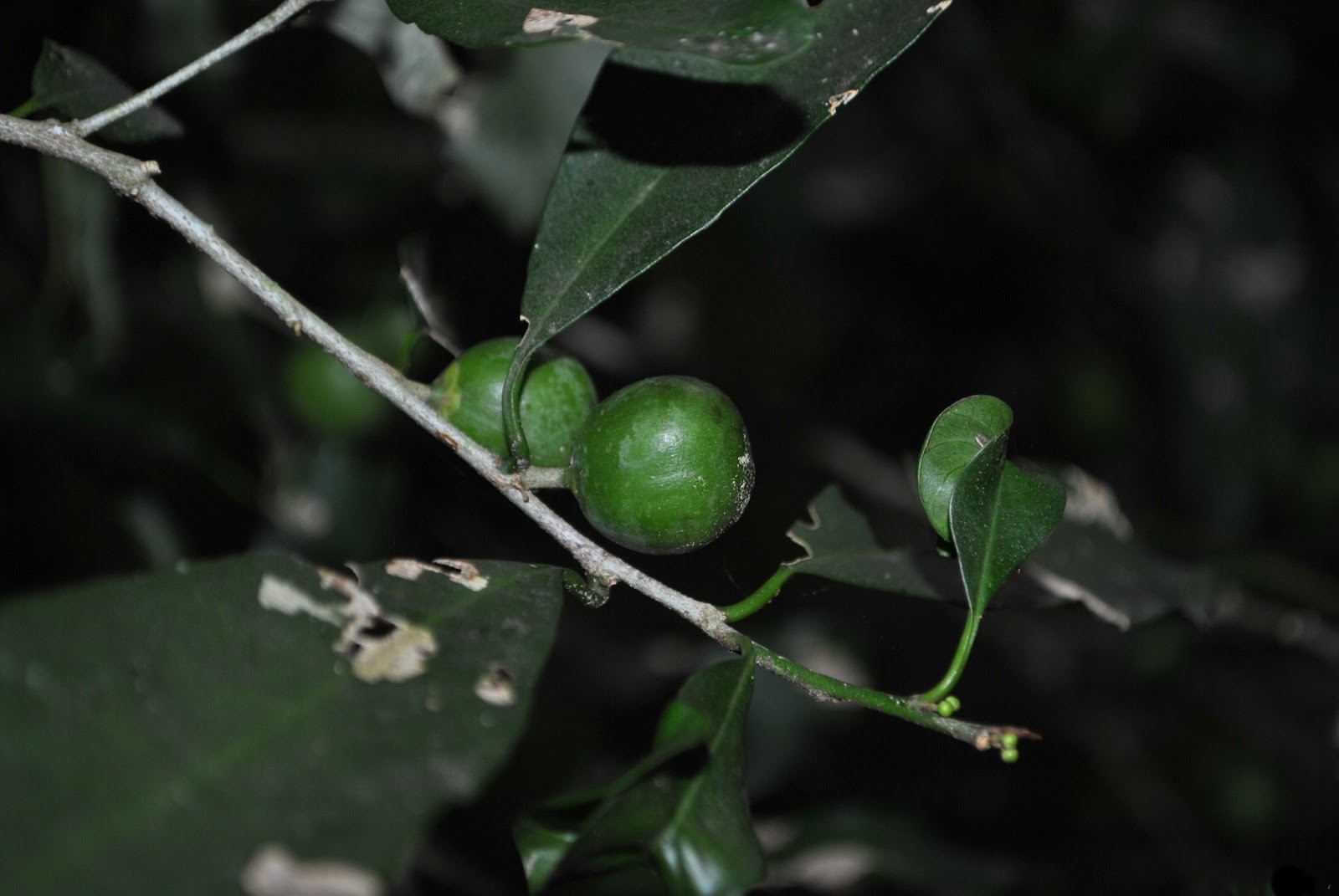
Fruto de la especie Pouteria gardneriana- Rivera, en el Sendero de Piria.

La Enciclopedia Argentina de Agricultura y Jardinería que la describe en dos especies informa para Pouteria gardneriana: "Árbol o arbusto de follaje persistente. Hojas oblanceoladas, pecioladas, de 10-15 cm de largo, por 2,5-3 cm de ancho, glabras, lustrosas. Flores de 2-4 mm de largo, dispuestas en glomérulos axilares. Fruto piriforme, de 4-5 cm de largo."
Y para Pouteria suavis: "Árbol de hojas glabras, coriáceas, brevemente pecioladas, angostamente oblongas, oblanceoladas a lanceoladas, hasta de 15 cm de largo. Flores de 3-4 mm de diámetro, pediceladas, fasciculadas. Fruto piriforme, de 4-5 cm de largo." 
Y sus diferencias: "[Pouteria suavis] se diferencia de Pouteria gardneriana por sus hojas más angostas y flores menores".

## Distribución
La Enciclopedia Argentina de Agricultura y Jardinería que la describe en dos especies informa "NE Argentina" para Pouteria gardneriana y "Sudamérica, litoral de la Argentina y Uruguay." para Pouteria suavis.

## Usos
La Enciclopedia Argentina de Agricultura y Jardinería que la describe en dos especies informa "Ornamental. Se reproduce por semillas. Fruto comestible, rojizo, de 4 a 5 cm de largo con 1 o 2 semillas
gruesas, con pequeñas máculas y perfumado a la madurez, apreciado en dulces." para Pouteria gardneriana y "fruto comestible" para Pouteria suavis.

## Taxonomía
La Enciclopedia Argentina de Agricultura y Jardinería indica los autores:
- Pouteria gardneriana (A. DC.) Radlk.

Y la sinonimia:
- Lucuma gardneriana A. DC.

Aparte lista:
- Pouteria suavis Hemsl.

Que en The Plant List se lista como un sinónimo del primero.